# 영화관광경영고등학교
영화관광경영고등학교(永化觀光經營高等學校)는 대한민국 인천광역시 동구 창영동에 있는 사립 고등학교이다.

## 학교 연혁
- 1892년 4월 30일 : 내리교회 2대 존스목사부인 영화여학당 설립
- 1912년 8월 30일 : 사립 영화학교 설립 인가
- 1964년 10월 27일 : 학교법인 영화학원 설립 인가
- 1966년 11월 17일 : 영화여자실업고등학교 설립 인가
- 1971년 3월 5일 : 서기택 교장 취임
- 1990년 9월 29일 : 고등학교 학칙 및 교명 변경(영화여자상업고등학교 상업과 30학급, 관광과 폐과)
- 2000년 8월 14일 : 교명 변경인가(영화여자정보고등학교로 2001. 3. 1 변경)
- 2004년 7월 25일 : 학교법인 영화학원 이사장 김흥규 목사 취임
- 2004년 12월 31일 : 소망관 및 다목적 강당 준공
- 2011년 5월 3일 : 사랑관(본관) 준공
- 2012년 8월 28일 : 교명 변경 인가(영화관광경영고등학교 2013. 3. 1 적용)
- 2018년 3월 1일 : 이현준 교장 취임
- 2018년 7월 1일 : 학칙 변경 인가(호텔경영과 4학급, 관광외국어과 3학급, 외식조리과 3학급)
- 2019년 7월 16일 : 교명 변경 인가(영화국제관광고등학교 2020. 3. 1 적용)
- 2023년 12월 29일 : 제55회 졸업생 156명, 총인원 17,167명 배출

## 설치 학과
- 호텔경영과
- 관광외국어과
- 외식조리과

## 참고 자료
- 영화관광경영고등학교 - 한국교육학술정보원 학교알리미